# Притулок на Маришевській
Прит́улок на пол. Мариш́евській ― неіснуючий гірський притулок, відкритий у 1937 р. на південному схилі г. Велика Маришевська (Чорногора). Будівлю зведено на відстані 650 м від полонини і 50 м нижче рівнем.

## Історія
Взимку 1934-35 рр. розпочато підготовку документації для будівництва притулку на Чорногорі. Проєкт розробили члени Товариства пол. Karpackie Towarzystwo Narciarzy Кароль Коцімський (Karol Kocimski) та Лех Нейман (Lech Neyman), в той час як за вигляд фасаду (elewacja) відповідав Тадеуш Бжози (Tadeusz Brzozy). Початковий кошторис передбачав видатки уряду на суму 25 000 злотих. 10 000 ― з довготермінової позики з Фонду праці, ще 5 000 ― з дотації відділу туризму Міністерства зв'язку. Рішення про будівництво було схвалене загальними зборами KTN 12 квітня 1934 р. Лише в травні 1934 р. було оформлено придбання двох моргів землі на пд. схилі В. Маришевської. KTN заплатило власнику Fundacja Skarbkowska в Жаб'єму 333 злотих.
Під кінець року було завершене мурування фундаменту та підвалу, також було зведено господарську будівлю. Роботи відновлено у квітні 1935 р. Влітку було закінчено дах, a восени завершено оздоблювальні роботи. Розпочато внутрішнє оснащення. В січні 1936 р. вивезено залізні ліжка, постіль та посуд. Решту виготовлено з місцевого матеріалу. Частину обладнання подарувало Товариство прихильників Гуцульщини (Towarzystwo Przyjaciół Huculszczyzny). Вже в лютому того ж року притулок був оснащений достатньо для приймання гостей. Загальна вартість будівництва становила 35 000 злотих, що на 40% перевищило очікувані витрати.
Офіційне відкриття, однак, було проведене роком пізніше ― 24 січня 1937 р., в зв'язку з 30-ю річницею створення товариства. Серед запрошених гостей був Aleksander Bobkowski, віце-міністр зв'язку, а також представники низки громадських та туристських організацій. Освячення будинку здійснив отець Кирило (Cyryl), домініканець, який раніше був членом KTN. Притулок нарекли на честь Зиґмунта Клеменсєвича, видатного діяча товариства.
Починаючи з 1936 р., KTN віддало притулок під нагляд лісовому інженеру Вітольду Тиському (Witold Tyski), що проживав тут разом з дружиною Софією (Zofia) (лижна інструкторка та випускниця першого у Львові річного курсу AWF (Akademia Wychowania Fizycznego). Вітольд наглядав за господарством аж до вересня 1939 р. Він також був ініціатором та виконавцем будівництва лісової дороги з ур. Форещенка, що дозволяло перевезення до притулку людей та товарів. Однак до Маришевської авто доїхати не могло. За перший сезон послугами притулку скористались 3 000 разів.
Після нападу СРСР на Польщу 17 чи 18 вересня 1939 р. притулок оточили радянські солдати. Господаря було арештовано, постояльців вигнано, після чого місцеві жителі винесли все обладнання з будинку. В жовтні 1943 р. Вітольда з дружиною було вбито у Жаб'єму (за версією польських джерел ― ОУН-УПА). Чудом врятувалась 11-літня донька Іванка (Joanna). 
За свідченням очевидця Дмитра Білоголового, притулок спалили німці, коли відступали на захід взимку 1944-1945 рр. Наглядачем тоді був поляк «дідо Ян».

## Конструкція
Будинок мав нетипові форми: 13,10 м х 10,10 м, висота ― 14,8 м, що можна було пояснити планами подальшої розбудови притулку з боків. Дерев'яно-цегляна конструкція була встановлена на вапново-цементовому фундаменті (підмурівку). Для зменшення витрат тепла зовнішні вікна та двері були подвійними. Оздоблення виконано в гуцульському стилі.
В цоколі була їдальня і дві спальні. Перший поверх ― 6 покоїв, на другому (піддаховому) поверсі було ще три кімнати. Окрім кімнат для гостей в основних поверхах, були кімнати у піддашші. Загалом було 57 ліжкомісць (згідно рекламного буклета ― 60. На кожному поверсі був туалет і ванна з душем (з теплою водою під тиском). Вода надходила від вищерозташованого джерела (230 м з перепадом у 30 м). Нагрівачем служив бойлер на основі печі. Було встановлено систему пожежогасіння. Крім того, з Ворохти було протягнуто телефонний кабель, працював кухонний ліфт (з кухні до їдальні). 
Також були дві господарські будівлі. В першій облаштували пральню, сушарку та пекарню. В другому ― дровітню, стайню та покої працівників.

## Фотографії

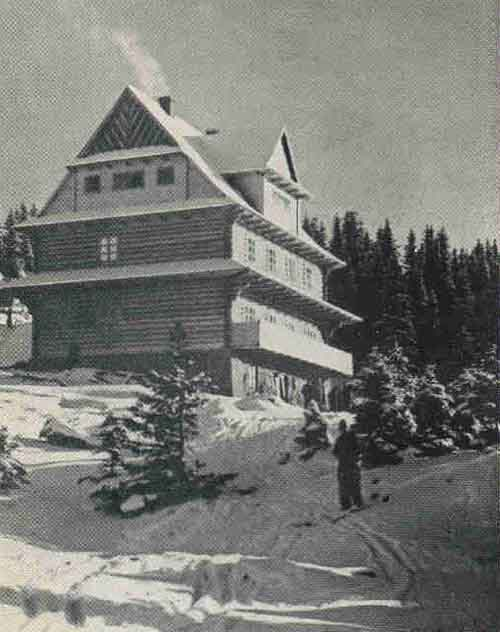
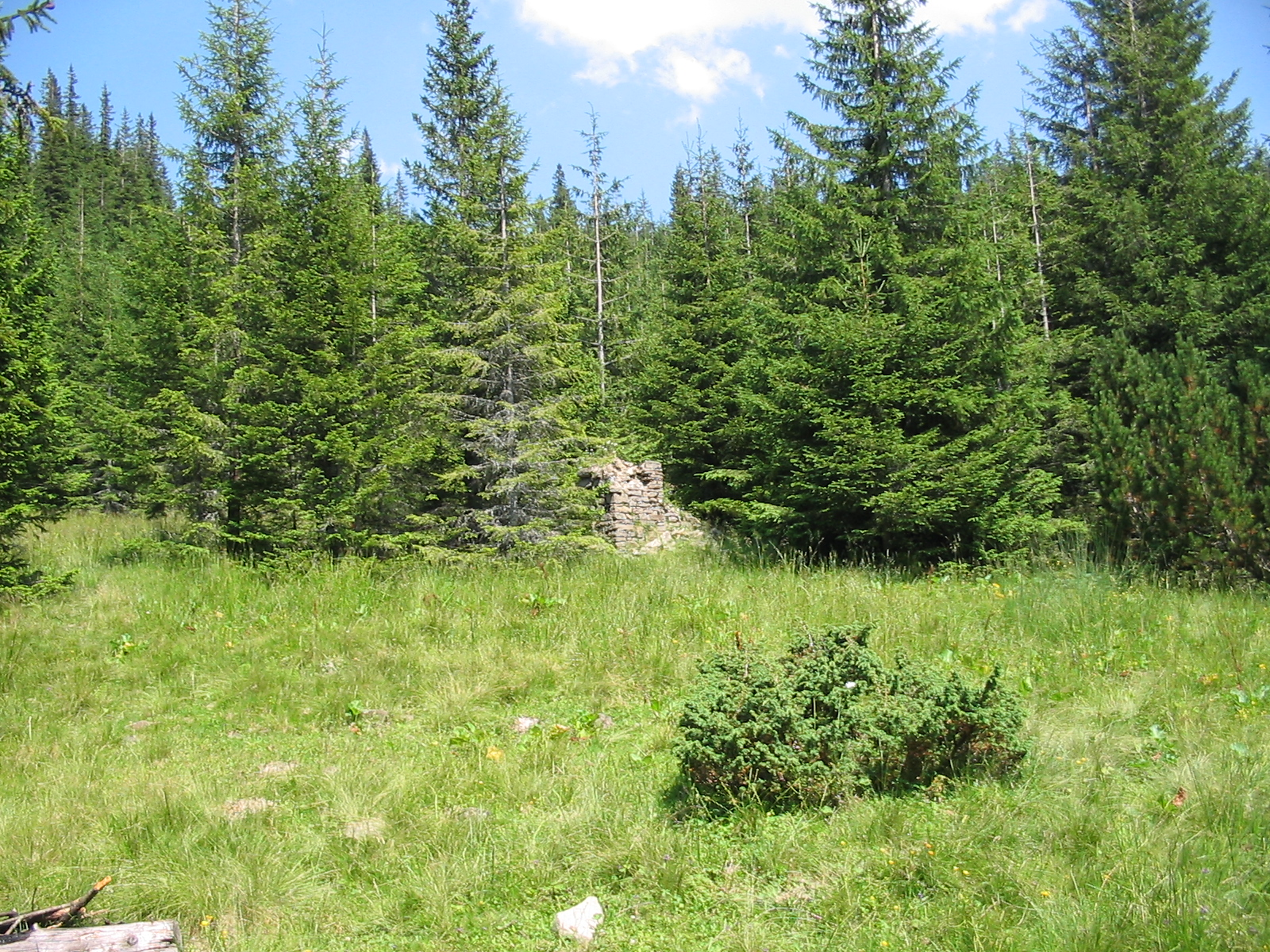
Загальний вигляд руїн станом на 2005 р.
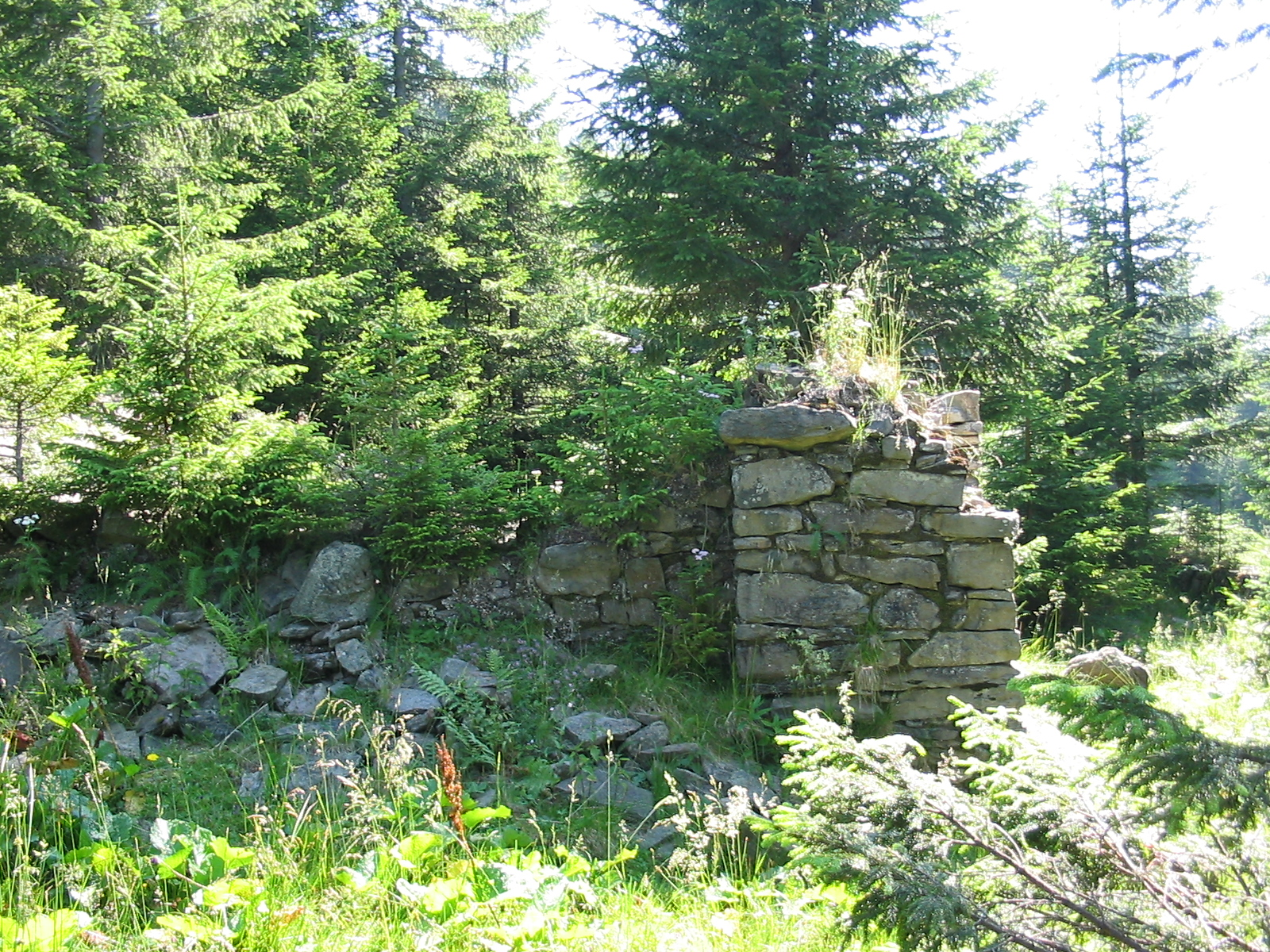
Руїни станом на 2005 р. Правий нижній контрфорс